# 20992 Marypearse
A 20992 Marypearse (ideiglenes jelöléssel (20992) 1985 RV2) a Naprendszer kisbolygóövében található aszteroida. Henri Debehogne fedezte fel 1985. szeptember 5-én.